# تشو شن
تشو شن (بالصينية: 周深) هو مغني صيني، ولد في 29 سبتمبر 1992 في خونان في الصين.

## روابط خارجية
- تشو شن على موقع IMDb (الإنجليزية)
- تشو شن على موقع ميوزك برينز (الإنجليزية)
- تشو شن على موقع قاعدة بيانات الفيلم (الإنجليزية)